# Мельник Василь Максимович
Василь Максимович Мельник (* 12 листопада 1919, Іванків — † 8 серпня 1999, Київ) — Герой Радянського Союзу, в роки Німецько-радянської війни командир стрілецького батальйону 1368-го стрілецького полку 416-ї Таганрозької Червонопрапорної, ордена Суворова стрілецькій дивізії 5-ї ударної армії 1-го Білоруського фронту, майор.

## Біографія
Народився 12 листопада 1919 року в селі Іванкові (тепер Андрушівського району Житомирської області) в селянській сім'ї. Українець. Закінчив семирічну школу, потім Смілянський механіко-технологічний технікум. Працював на цукровому заводі імені Петровського в місті Олександрівськ.
У 1939 році покликаний в ряди Червоної Армії. У 1941 році закінчив Бакинське піхотне училище. Член ВКП (б) з 1941 року. У боях Німецько-радянської війни з липня 1941 року. Воював на Північно-Кавказькому, Південному, 3-му Українському, 4-му Українському, 1-му Білоруському фронтах, був тричі поранений.
14 січня 1945 року майор В. М. Мельник уміло організував прорив сильно укріпленої оборони противника в районі населеного пункту Стромця за 17 кілометрів на південний захід від міста Варки (Польща) на західному березі Вісли. Відбив вісім контратак противника, батальйон утримав зайняті позиції.
Указом Президії Верховної Ради СРСР від 27 лютого 1945 року за умілий прорив сильно розвиненої позиційної оборони німців при наступі з магнушевського плацдарму на Віслі і проявлені при цьому відвагу і героїзм майорові Василю Максимовичу Мельнику присвоєне звання Героя Радянського Союзу з врученням ордена Леніна і медалі «Золота Зірка» (№ 5837).
Після війни продовжував службу в Армії. У 1952 році закінчив курси «Постріл», а в 1957 році — Вищі академічні курси при Військовій академії ім. М. В. Фрунзе. З 1973 року полковник В. М. Мельник — в запасі.

Могила Василя Мельника

Після виходу на пенсію жив в Баку, потім переїхав до Києва. Помер 8 серпня 1999 року. Похований у Києві на Байковому кладовищі (ділянка № 52а).

## Нагороди
Нагороджений орденом Леніна, орденами Червоного Прапора, Олександра Невського, трьома орденами Червоної Зірки, медалями.

## Пам'ять

Погруддя

В Андрушівці, на Алеї Слави встановлено погруддя Героя.